# 鳥取県道47号米子境港線
鳥取県道47号米子境港線（とっとりけんどう47ごう よなごさかいみなとせん）は、鳥取県米子市から境港市を結ぶ県道（主要地方道）である。通称は内浜産業道路。

## 概要

### 路線データ
本線
- 起点：鳥取県米子市加茂町2丁目（加茂町2丁目交差点、国道9号・鳥取県道28号米子停車場線交点）
- 終点：鳥取県境港市上道町（上道町交差点、国道431号・鳥取県道301号境外港線交点）

支線
- 起点：鳥取県米子市大篠津町（鳥取県道47号米子境港線 本線交点）
- 終点：鳥取県米子市大篠津町（鳥取県道178号大篠津停車場線交点）

## 歴史
- 1993年（平成5年）5月11日 - 建設省から、県道米子境港線が米子境港線として主要地方道に指定される[1]。

## 路線状況

### 重複区間
- 鳥取県道502号米子境港自転車道線（米子市大篠津町 - 境港市渡町）
- 鳥取県道246号渡余子停車場線（境港市渡町・渡公民館前交差点 - 境港市渡町・大根島入口交差点）
- 鳥取県道502号米子境港自転車道線（境港市芝町 - 境港市上道町）

## 地理

### 通過する自治体
- 米子市
- 境港市

### 交差する道路
本線
- 国道9号（鳥取県道101号米子伯太線重用）・鳥取県道28号米子停車場線（米子市加茂町2丁目・加茂町2丁目交差点、起点）
- 鳥取県道157号米子港線（米子市花園町・米子食品団地入口交差点）
- 鳥取県道300号米子環状線支線（米子市彦名町・米子高専入口交差点）
- 鳥取県道300号米子環状線本線（米子市葭津）
- 鳥取県道502号米子境港自転車道線（米子市大篠津町）
- 鳥取県道47号米子境港線支線（米子市大篠津町）
- 鳥取県道285号米子空港境港停車場線（境港市幸神町・幸神町交差点）
- 鳥取県道502号米子境港自転車道線（境港市渡町）
- 鳥取県道246号渡余子停車場線（境港市渡町・渡公民館前交差点）
- 鳥取県道246号渡余子停車場線（境港市渡町・大根島入口交差点）
- 鳥取県道502号米子境港自転車道線（境港市芝町）
- 鳥取県道285号米子空港境港停車場線（境港市蓮池町・蓮池町交差点）
- 鳥取県道163号境港線（境港市元町・市役所入口交差点）
- 国道431号・鳥取県道301号境外港線（境港市上道町・上道町交差点、終点）

支線
- 鳥取県道47号米子境港線本線（鳥取県道502号米子境港自転車道線重用）（米子市大篠津町（起点））
- 鳥取県道178号大篠津停車場線（米子市大篠津町（終点））

### 沿線にある施設など
- 美保飛行場（米子鬼太郎空港）
- 米子水鳥公園
- WINS米子